# Medeni Berk
Pour les articles homonymes, voir Berk.
 (octobre 2013).
Si vous disposez d'ouvrages ou d'articles de référence ou si vous connaissez des sites web de qualité traitant du thème abordé ici, merci de compléter l'article en donnant les références utiles à sa vérifiabilité et en les liant à la section « Notes et références ».
Medeni Berk, né en 1913 à Niğde (Empire ottoman) et mort le 16 mars 1994 à Istanbul (Turquie), est un homme d'affaires, dirigeant sportif et homme politique turc. 

## Biographie
Il a été à l'école d'İstanbul İktisat ve Ticaret Yüksek Okulu.
Il a été inspecteur à la T. C. Ziraat Bankası.
En 1950, il est devenu directeur de TARİŞ.
En 1951, il était le président général de la banque Emlak Kredi Bankası.
En 1957, il est choisi à Niğde comme XI. sénateur. Il a été à la banque İmar et İskan.
Après avoir occupé différents postes de ministre au sein du gouvernement (logement, reconstruction, développement)[réf. nécessaire], le 11 décembre 1959, il devient Vice-Premier ministre dans le gouvernement d'Adnan Menderes. À la suite du coup d'État militaire du 27 mai 1960 mené par la Junte contre des centaines de responsables politiques, il est condamné aux travaux forcés à perpétuité en 1960 avant d'être gracié[réf. nécessaire].
En 1960, il préside quelques mois le club omnisports de Fenerbahce.
En 1964, il est nommé directeur général de la Akbank, poste qu'il occupe au moins jusqu'en 1974.
Entre le 5 janvier 1970 et 30 mars 1971, il était le président de l'Union des chambres et bourses de marchandises de Turquie (en)
En 1974, il a été l'un des fondateurs de la Brisa Bridgestone Lastik San. et Tic. A. Ş.
Il était marié à Mukadder Berk qui est morte en mars 2007.
Il a un enfant.